# 布赖苏费
布赖苏费（法語：Braye-sous-Faye，法語發音：[bʁɛ su fɛ]，意为“费下方的布赖”）是法国安德尔-卢瓦尔省的一个市镇，位于该省西南部，属于希农区。

## 地理
布赖苏费（46°59'29"N, 0°20'48"E）面积15.67 平方千米，位于法国中央-卢瓦尔河谷大区安德尔-卢瓦尔省，该省份为法国中西部省份，北起萨尔特省、东北接卢瓦-谢尔省，东南接安德尔省，南至维埃纳省，西临曼恩-卢瓦尔省。
与布赖苏费接壤的市镇（或旧市镇、城区）包括：布拉卢、沙韦涅、费拉维讷斯、拉济讷、黎塞留、尼埃伊苏费、普昂、塞里尼。

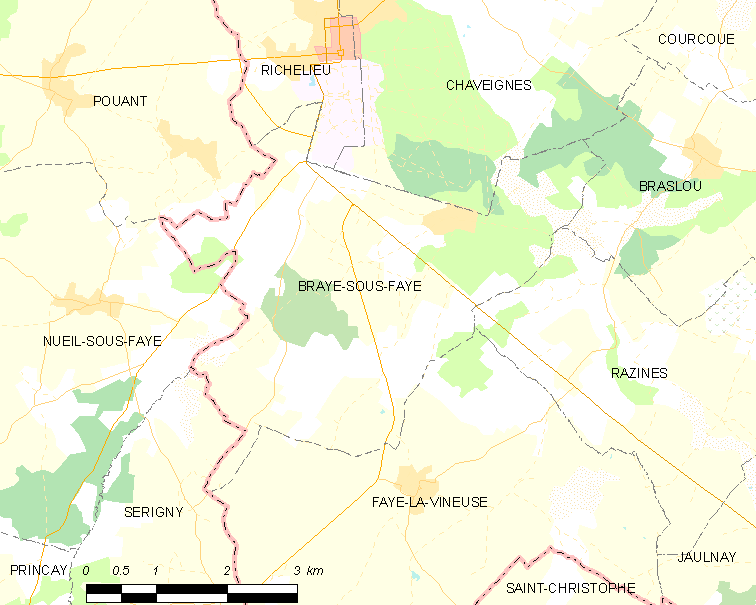
布赖苏费的OSM定位图

布赖苏费的时区为UTC+01:00、UTC+02:00（夏令时）。

## 行政
布赖苏费的邮政编码为37120，INSEE市镇编码为37035。

## 政治
布赖苏费所属的省级选区为图赖讷地区圣莫尔县。

## 人口

1962-2008年间布赖苏费人口变化图示

布赖苏费于2022年1月1日时的人口数量为281人。